# Доноровин Лумбенгарав
Доноровин Лумбенгарав (монг. Доноровын Лүмбэнгарав; нар. 27 січня 1977, Улан-Батор, Монгольська Народна Республіка) — монгольський футболіст, захисник клубу «Фелконс» (Улан-Батор). Найкращий бомбардир національної збірної Монголії (8 голів).

## Клубна кар'єра
У дорослому футболі дебютував у 20-річному віці виступами за команду «Делгер». Два роки по тому перейшов до іншого монгольського клубу «Баянгол», де також провів два роки. У 2001 році став гравцем одного з найсильніших клубів країни, столичного «Мон-Уран». У 2004 році перейшов до іншого ганда монгольського футболу, «Хоромхон». Три роки по тому уклав договір з «Хангарідом», де відіграв один рік. У 2008 році виступав за «Ерчім», а наступного року перебрався до «Університету Улан-Батора». З 2016 по 2018 рік грав за «Селенге Пресс». З 2019 року захищає кольори столичного клубу «Фелконс».

## Кар'єра в збірній
У футболці національної збірної Монголії дебютував 29 лютого 2000 року в програному (1:8) товариському матчі проти Узбекистану. 
Першим голом за національну команду відзначився 24 лютого 2003 року у переможному (2:0) поєдинку першого раунду кваліфікації Кубку Азії 2003 проти Гуаму. Два місяці по тому, 25 квітня, допоміг команді здобути на той час найбільшу в історії збірної перемогу. На 61-ій хвилині Доноровин відзначився голом у пооєдинку кубку Азії 2004 проти Гуаму (5:0). 
Він був капітаном збірної Монголі у матчах кваліфікації чемпіонату світу 2002, 2006 і 2010 років, а також в інших матчах, таких як Кубок Східної Азії.
Один із двох монгольських футболістів (інший — Одхуу Селенге), якому вдалося відзначитися у воротах сильнішої команди з азійського континенту, проти Північної Кореї; у програному (1:5) матчі кваліфікації чемпіонату світу 2010 у ПАР.
Незважаючи на свою позицію захисника, завжди вмів проявити свою майстерність в атаці, тому він залишається найкращим бомбардиром збірної своєї країни з 8-ма голами. Своїм сьомим голом відзначився 15 березня 2011 року у поєдинку проти Філіппін; став абсолютним бомбардиром та випередив свого товариша по команді Ганбаатара Тугсбаяра (6), який залишився на другому місці в списку найкращих бомбардирів національної збірної Монголії.

## Голи за національну збірну
Рахунок та результат збірної Монголії в таблиці подано на першому місці.
| №  | Дата            | Місце                                      | Суперник                    | Рахунок | Результат | Змагання                                  |
| -- | --------------- | ------------------------------------------ | --------------------------- | ------- | --------- | ----------------------------------------- |
| 1. | 24 лютого 2003  | Гонконг стедіум, Гонконг                   | Гуам                        | 2–0     | 2–0       | кваліфікація чемпіонату Східної Азії 2004 |
| 2. | 25 квітня 2003  | Чанглімітанг, Тхімпху, Бутан               | Гуам                        | 5–0     | 5–0       | кваліфікація кубку Азії 2004              |
| 3. | 28 October 2007 | Кім Ір Сен, Пхеньян, Північна Корея        | Північна Корея              | 3–1     | 5–1       | кваліфікація чемпіонату світу 2010        |
| 4. | 13 березня 2009 | Лео Пелес Резорт Філд, Йона, Гуам          | Макао                       | 2–0     | 2–1       | кваліфікація чемпіонату Східної Азії 2010 |
| 5. | 15 березня 2009 | Лео Пелес Резорт Філд, Йона, Гуам          | Північні Маріанські Острови | 1–0     | 4–1       | кваліфікація чемпіонату Східної Азії 2010 |
| 6. | 14 квітня 2009  | Футбольний центр МФФ, Улан-Батор, Монголія | Макао                       | 3–1     | 3–1       | кваліфікація Кубку виклику АФК 2011       |
| 7. | 15 березня 2011 | Футбольний центр МФФ, Улан-Батор, Монголія | Філіппіни                   | 1–1     | 2–1       | кваліфікація Кубку виклику АФК 2012       |
| 8. | 25 липня 2014   | Національний тренувальний центр ГФА, Гуам  | Макао                       | ?–?     | 2–3       | кваліфікація чемпіонату Східної Азії 2015 |